# 劇団参人芝居
劇団参人芝居（げきだんさんにんしばい 　海外登録名　Dramatic Participation Theatre）は、1994年、円・演劇研究所19期生（やのひでのり、木原吉彦、千代延憲治、加藤英雄）によってプロデュース集団として結成された劇団。代表、やのひでのりの創作戯曲を中心に公演を続けている。
旗揚げ公演は、1994年8月「長い夢の後で」（作・演出：やのひでのり、出演：木原吉彦、加藤英雄、浅岡陽子、　音楽：アリマカツミ、於　タイニイアリス）
1998年に、やのひでのりは演出を退き専属作家となり、演出家として青年座から山口あきらを迎える。
1999年、やのひでのりの戯曲「ブドリよ私は未だ眠ることができない」が第十回テアトロ新人戯曲賞を受賞。一躍、公演に注目が集まる。
新劇出身者の劇団であるにもかかわらず、新劇にはないライブ感覚のテンポの良さが魅力。精神世界を描いている作品が多く、シュールで重厚な一面もあるが、難解な舞台ではない。